# Цінцунцан
Цінцунцан (ісп. Tzintzuntzan) — місто в мексиканському штаті Мічоакан. Лежить на східному березі озера Пацкуаро, приблизно за 15 км на північ від міста Пацкуаро і приблизно за 60 км на захід від столиці штату міста Морелія, на висоті близько 2050 м над рівнем моря. Адміністративний центр однойменного муніципалітету. Згідно з переписом 2000 року, в місті проживало 3610 осіб.

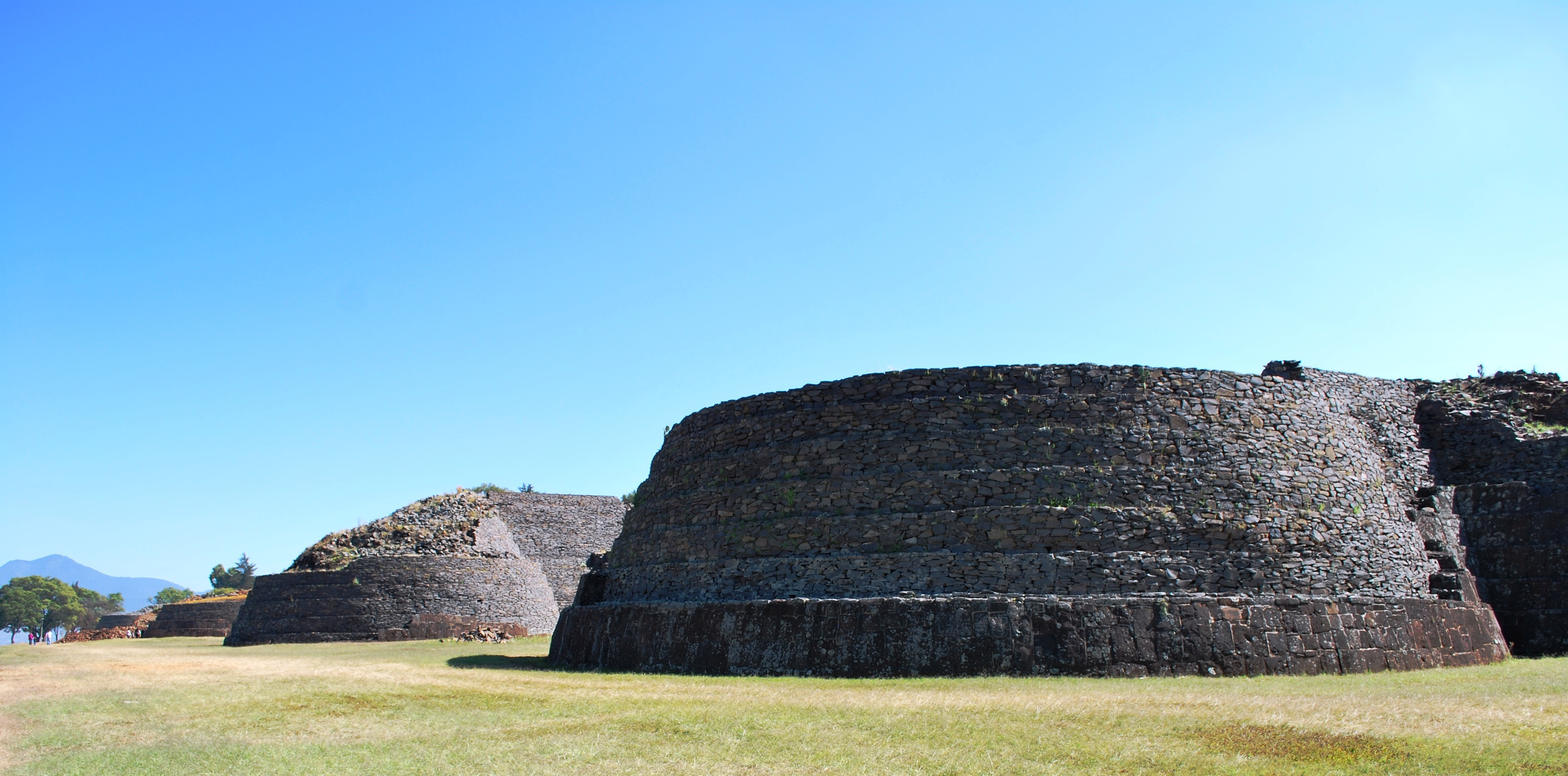
Цінцунцан. Піраміди (якати)

## Столиця держави Тараска (Пурепеча)
Місто в XIII столітті заснував народ пурепеча. У тому ж столітті воно стало столицею (замість розташованого поблизу Іуаціо) держави, відомої серед істориків як Тараско: офіційно вона називалася Цінцунцан. Мовою пурепеча назва міста означає «місце <, де живуть> колібрі».
Площа доколумбового міста Цінцунцан становила близько 7 км². У місті, розташованому на схилі вище від сучасного міста, виявлено залишки низки багатоступінчастих пірамід, які пурепеча використовували в ритуальних цілях і називали «яката». Якати Цінцунцана мають різні форми: прямокутні, овальні або круглі, Т-подібні (ця форма пірамід характерна для держави Тараско). Населення стародавнього міста становило від 25 до 35 тис. осіб.
Населення всього басейну озера Пацкуаро становило від 60 до 100 тис. осіб. Навколо озера виявлено 91 давнє поселення, з яких місто Цінцунцан було найбільшим.
Цінцунцан залишалося столицею пурепеча (Тараско) до моменту прибуття іспанців 1522 року. Іспанці на чолі з Нуньо де Гусманом, що прибули 1529 року, спалили живцем правителя Тангахуана II і зруйнували місто для того, щоб з його каміння спорудити католицькі собори та будинки для іспанської адміністрації, серед яких найбільш примітним був споруджений у XVI ст. великий монастир Святої Анни. Після поразки Нуньо де Гусмана та його відкликання до Іспанії в регіон був направлений Васко де Кірога, і Цинцунцан служив штаб-квартирою іспанської адміністрації на цій території доти, доки резиденцію єпископа не перенесли в Пацкуаро в 1540 році.

## Сучасний муніципалітет
Сучасне місто Цінцунцан відоме виробництвом кошиків та текстильним виробництвом. Продовжує діяти монастир Святої Анни, де зберігаються кілька реліквій, які вважають чудотворними. Вважають, що на території монастиря зростають нащадки перших у Америці оливкових дерев.
Площа муніципалітету Цінцунцан складає 165 км². Крім міста Цінцунцана, в муніципалітеті є такі великі населені пункти, як Іуаціо, Кукучучу і Лос-Корралес. 1995 року населення муніципалітету становило близько 12500 осіб, з яких 2550 розмовляли індіанськими мовами — переважно пурепеча та ішкатек.